# Radiolarije
Radiolarije (zrakaši, lat.: Radiozoa; sin. Radiolaria), jednostanični eukarikotski organizmi koji čine razred u infracarstvu Rhizaria, koji po nekim a pripadsaju u protoze ili po drugima u kromiste, a ime su dobili po radijalnoj simetriji koja ih obilježava. 

## Opis
Dimenzije stanica su od 10 do 2000 mikrometara. Kroz 550 milijuna godina postojanja, od prekambrija ili kambrija, među njima se razvila velika raznolikost. Tijelo se sastoji od endoplazme i ektoplazme. Endoplazma čini centralnu kapsulu iz koje izlaze pseudopodiji, koji mogu biti nepravilni, radijalni i tanki a služe za hvatanje plijena i pomažu pri lebdenju, služe i za uzimanje kisika, komunikaciju s okolišem i izbacivanje štetnih materija iz organizma. Vanjski dio je ektoplazma, koja luči skelet (kućicu). Skelet je izgrađena od amorfnog opala ili celestita (SrSO4), ali postoje i vrste čiji skelet nije mineralan. Kod Spumellaria skelet je radijalan, dok je kod Nassellaria bilateralno simetričan. Kako kućica povećava težinu organizma ,edvolucija je taj problem riješila tako da su skeleti postali perforirani, kako bi lakše mogli plutati po vodi. Specifičnu težinu stanice smanjuju i lipidne kapljice i alveole koje su ispunjene plinovima.

## Sistematika
- Razred Acantharia[1]
- Porodica Cadiidae Borgert, 1901[1]
- Razred Polycystina[1]
- Razred Radiozoa incertae sedis[1]
  - Genus Peridium
  - Genus Tuscaridium
- Razred Sticholonchea[1]

## Galerija
- Radiolarija
- Radiolarija

## Vanjske poveznice
|  | Zajednički poslužitelj ima još gradiva o temi Radiozoa |
|  | Wikivrste imaju podatke o taksonu Radiozoa             |